# Regius Professor of Chemistry (Cardiff)
Der Regius Professor of Chemistry ist eine 2016 durch Königin Elisabeth II. anlässlich ihres 90. Geburtstags gestiftete Regius Professur für Chemie an der University of Cardiff. Neben dieser Regius Professur für Chemie existiert die gleichzeitig gestiftete Regius Professorship of Chemistry an der University of Liverpool und die wesentlich ältere, 1817 durch George III. gestiftete Regius Professorship of Chemistry an der University of Glasgow.

## Geschichte der Professur
2015 teilte Schatzkanzler George Osborne während des Vortrags zum Staatshaushalt Pläne mit, weitere Regius-Professuren anlässlich des 90. Geburtstags der Queen (26. April 2016) einzurichten. Anders als in früheren Zeiten geht mit den Ernennung der jüngeren Vergangenheit aber keine Finanzierung mehr einher. Regius Professuren stellen aber immer noch die höchste Auszeichnung für Wissenschaftler in Großbritannien dar. Die Professuren sind also ein Wissenschaftsförderungsprogramm. Am 6. Juni 2016 wurde dieser Plan umgesetzt. Zusammen mit dieser Professur wurden elf weitere Professuren gestiftet.
Die Auswahl der Professuren wurde durch ein Expertenpanel aus Wissenschaftlern und Vertretern der Wirtschaft durchgeführt. Ausschlaggebend war der Beitrag, den die Institute über die Jahre für den Wohlstand in Großbritannien geleistet hatten. Die University of Cardiff erhielt für die Arbeit im Cardiff Catalysis Institute (CCI) für weltweit führende Katalyseforschung als erste walisische Universität den Zuschlag für eine Professur. Erster Professor wurde der Gründer und Leiter des CCI, Graham Hutchings. Die Leitung des CCI übergab Hutchings Anfang 2019 an den von der University of Bristol kommenden Duncan Wass.

## Inhaber
| Name             | Namenszusatz                                    | von       | bis | Anmerkung |
| ---------------- | ----------------------------------------------- | --------- | --- | --- |
| Graham Hutchings | C.B.E., F.R.S., F.I.Chem.E., F.R.S.C., F.L.S.W. | Dez. 2016 |     | Hutchins war Gründer und von 2008 bis 2019 Direktor des Cardiff Catalysis Institute (CCI) und gilt als Autorität auf dem Gebiet der Katalysatorenforschung. Das CCI selbst gilt als eines der fünf weltweit besten Forschungsinstitute im Bereich der Katalyseforschung und als das beste in Großbritannien. |